# Viola ambigua
Viola ambigua Waldst. & Kit. – gatunek roślin z rodziny fiołkowatych (Violaceae). Występuje naturalnie w Austrii, Czechach, na Słowacji, Węgrzech, w Chorwacji, Serbii, Bułgarii, Rumunii, na Ukrainie, w Rosji (w jej europejskiej części oraz w zachodniej Syberii), Gruzji oraz Kazachstanie. 

## Morfologia
PokrójBylina dorastająca do 3–15 cm wysokości, tworząca kłącza.
LiścieBlaszka liściowa ma kształt od owalnego do sercowatego. Mierzy 1–6 cm długości oraz 0,4–3 cm szerokości, jest karbowana lub ząbkowana na brzegu, ma nasadę od zbiegającej po ogonku do klinowej i spiczasty, ostry lub tępy wierzchołek. Przylistki są równowąskie. Ogonek liściowy jest nagi.
KwiatyPojedyncze, wyrastające z kątów pędów. Mają działki kielicha o podługowatym kształcie. Płatki są odwrotnie jajowate i mają barwę od białej do purpurowej, płatek przedni jest wyposażony w obłą ostrogę.

## Biologia i ekologia
Rośnie na łąkach, brzegach cieków wodnych i wrzosowiskach. Występuje na wysokości od 500 do 2300 m n.p.m.